# Затинайко Володимир Тихонович
Володимир Тихонович Затина́йко (нар. 16 жовтня 1937, Кашин) — український художник декоративного скла; член Спілки радянських художників України з 1972 року.

## Біографія
Народився 16 жовтня 1937 року в місті Кашині (нині Тверська область, Росія). Упродовж 1952—1956 років навчався в Одеському театральному художньо-технічному училищі. Протягом 1956—1962 років працював у Донецькому театрі опери та балету. Член КПРС з 1961 року.
У 1960—1966 роках навчався у Ленінградському вищому художньо-промисловому училищі імені В. Г.  Мухіної, де його викладачами були зокрема Костянтин Митрофанов, Володимир Марков, Віктор Синайський, Володимир Васильковський. Дипломна робота — набір для вина.
Упродовж 1966—1996 років працював на Київському заводі художнього скла провідним художником, у 1973—1976 роках — очолював експериментально-художній відділ. Живе у Києві, в будинку на вулиці Космонавта Волкова, № 2, квартира № 91.

## Творчість
Створював ужиткковий посуд, декоративні вироби. Серед робіт:
- попільничка «Півник» (1967);
- видувна скульптура «Лісовик» (1972);
- подарунковий кубок-ваза (1980);

скульптури-сувеніри
- «Космонавт» (1967, кольорове скло);
- «Мальчиш-Кібальчиш» (1967, склодріт);
- «Чортик» (1970, кольорове гутне скло);

блюда
- «Будьоновець» (1967);
- «Кедр» (1968);
- «Павичі» (1970);

вази
- «Веснянка» (1968);
- «1917 рік» (1969);
- «Солдати революції» (1970);
- «Український танок» (1970);
- «Яблунева гілка» (1979);

композиції ваз
- «Іскри» (1990);
- «Квітень» (1992);
- «Травень» (1992);
- «Пролісок» (1994);

келихи
- «Бузок» (1969);
- «Ювілейні» (1970);
- «Склодуви» (1980);
- «Весільні» (1985–1989);
- «Радість» (1992);

композиції
- «Мелодія» (1995);
- «Дощик» (1996).

У 1962 році оформив Палац культури у Ленінграді.
Брав участь у всеукраїнських мистецьких виставках з 1966 року.
Окремі вироби майстра зберігаються в Національному музеї українського народного декоративного мистецтва, Сумському і Чернігівському художніх музеях.

## Відзнаки
- Бронзова медаль ВДНГ СРСР (1983);
- Бронзова медаль ВДНГ ?РСР (1987).